# Delphinium barrancae
Delphinium barrancae là một loài thực vật có hoa trong họ Mao lương. Loài này được Ewan mô tả khoa học đầu tiên năm 1945.